# Aumont (Somme)
Aumont település Franciaországban, Somme megyében. Lakosainak száma 128 fő (2022. január 1.). Aumont Avelesges, Hornoy-le-Bourg és Méricourt-en-Vimeu községekkel határos.

## Népesség
A település népességének változása:
| Lakosok száma | 134  | 137  | 145  | 145  | 146  | 147  | 147  | 138  | 128  |
|               | 2013 | 2015 | 2016 | 2017 | 2018 | 2019 | 2020 | 2021 | 2022 |